# 萬福寺 (神戸市北区)
萬福寺（まんぷくじ）は、兵庫県神戸市北区山田町小部藤木谷17に存する高野山真言宗の寺院である。開基は法道仙人により白雉年中（650年ごろ）創建と伝えられる。
とう寺古縁起に曰く、法道仙人摩耶山を開き仏法有縁の地と定めし時、当山の高原に五色の瑞雲たなびきたるを見て、仏法相応の霊地なりとて伽藍を造立し、萬福を衆上に垂るるの根本道場として開いたのを所以とする。本尊釈迦如来。